# Cernătești (Buzău)
Pour les articles homonymes, voir Cernătești.
Cernătești est une commune du județ de Buzău en Roumanie.